# إسماعيل بن حماد بن أبي حنيفة
إسماعيل بن حماد بن أبي حنيفة النعمان بن ثابت، (تُوفي في 212 هجريًا، المُوافق للعام 827 ميلاديًا) فقيه حنفي، تفقه على أبيه وعلى الحسن بن زياد ولم يدرك جده، ولي القضاء بالجانب الشرقي ببغداد وقضاء البصرة والرقة. كان يختلف إلى أبي يوسف يتفقّه عليه ثم صار بحال يزاحمه، مات شابًا سنة اثنتي عشرة ومائتين للهجرة.
جاء في كتاب «الفوائد البهية في تراجم الحنفية»: «كان بصيرًا. لقضاء عارفا بالأحكام والوقائع والنوازل صالحًا دينًا عابدًا زاهدًا».

## روايته للحديث النبوي
- حدث عن: عمرو بن ذر ومالك بن مغول وابن أبي ذئب وطائفة.
- وعنه: سهل بن عثمان العسكري وعبد المؤمن بن علي الرازي وجماعة.
- الجرح والتعديل: قال أبو أحمد بن عدي الجرجاني: «ليس له من الرواية شيء، وهو في جملة الضعفاء». وقال ابن حجر العسقلاني: «تكلموا فيه». وقال سبط ابن الجوزي: «ثقة صدوق»، وقال صالح بن محمد جزرة: «ليس بثقة»، وقال مصنفوا تحرير تقريب التهذيب: «ما أنصفه المحدثون ولا أنصفوا جده».[6]

## مؤلفاته
صنف «الجامع» في الفقه، عن جده أبي حنيفة، وكتاب «الرد على القدرية» وكتاب «الإرجاء» و«رسالة إلى البستي».